# Carrer d'Avall (Anglès)
Carrer d'Avall és el carrer més singular i característic del poble d'Anglès catalogat a l'Inventari del Patrimoni Arquitectònic de Catalunya.
Les dues arcades que travessen de banda a banda de carrer han estat una de les imatges més difoses del nucli antic i, encara avui, quan el barri s'ha buidat de comerços i ha quedat envellit i gairebé fossilitzat, són les que s'han fet servir per promocionar el barri vell. El Carrer d'Avall té una sèrie d'elements arquitectònics molt interessants. Gairebé cada edifici té algun element a remarcar. Per citar-ne alguns, destaca l'arcada de Can Verdaguer, amb els dos finestrals geminats d'estil romànic. Els casals medievals de Can Camps, Can Soldat, Can Talleda, Can Tino, Can Barnades i la reforma noucentista de Can Cendra també són altres de les perles del carrer. És una mostra interessant de l'arquitectura gòtica civil catalana.
Dins el Carrer d'Avall hi ha tres tipologies de cases d'origen medieval: les cases medievals, edificis d'una o dues plantes, a les quals sovint s'han afegit unes golfes i que destaquen per tenir unes finestres molt petites emmarcades de pedra, els casals gòtics, que solen tenir planta baixa i dos pisos i que presenten una composició simètrica, amb portals adovellats espectaculars, finestrals amb arcs lobulats i llindes gravades amb inscripcions i ornaments, i les cases medievals transformades, edificis que han sofert una transformació i reordenació de la façana per tal d'obtenir més llum tot ampliant les finestres antigues o obrint badius i balcons. Moltes de les cases, en originalment eren habitatges unifamiliars d'ús agrícola amb un gran portal, una o dues plantes d'habitació i unes golfes de graner.

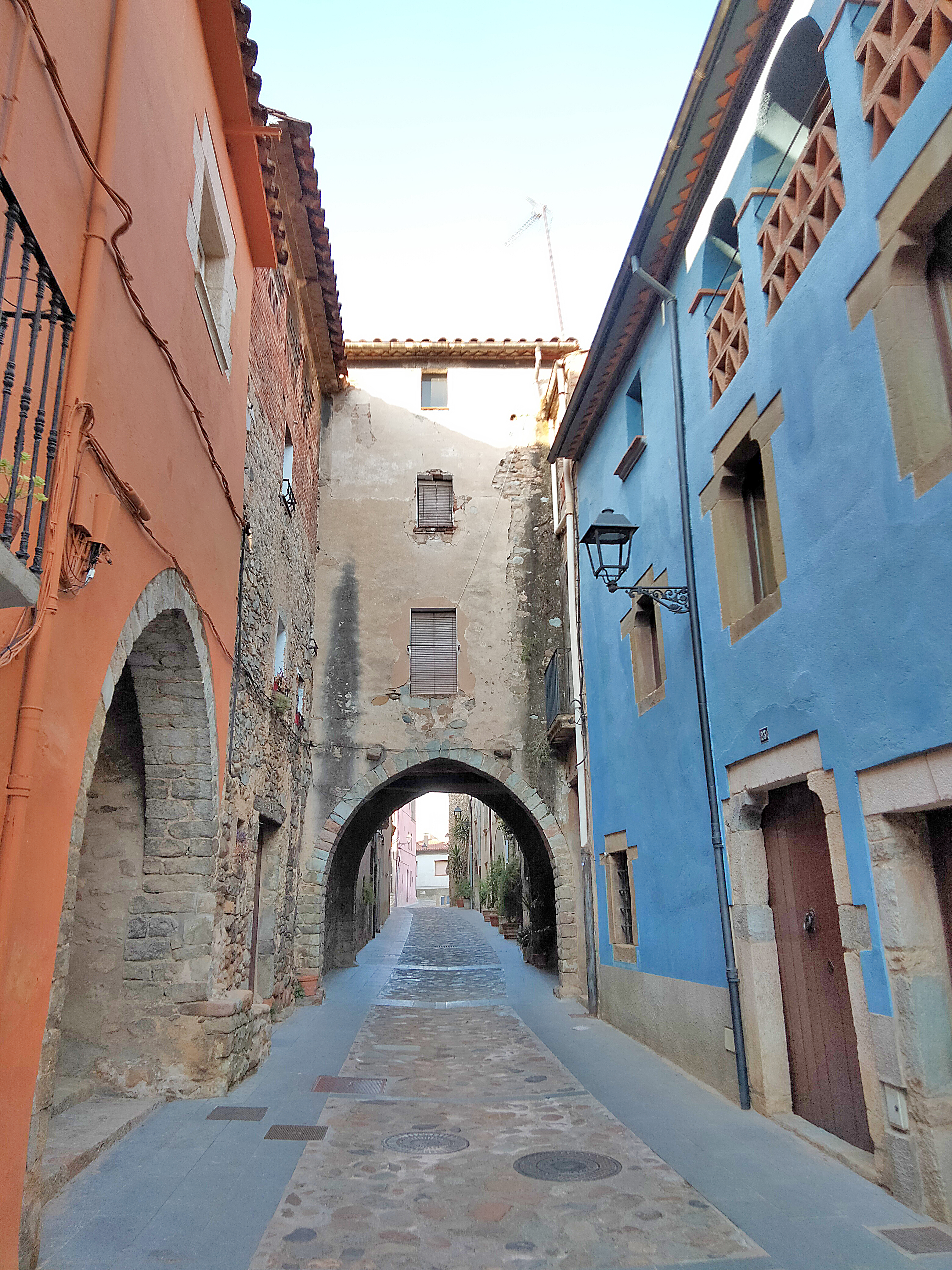
L'arcada de Can Mans

Fins al final del segle xix, la vila d'Anglès no va començar a canviar radicalment la seva estructura urbanística. Els canvis tenen a veure sobretot, encara que no afectin especialment al barri vell, amb la instal·lació de la indústria tèxtil. L'antiga pobla va començar a créixer a redós del castell dels Cabrera, documentat almenys des de l'inici del segle xiii. Aprofitant la seguretat que oferia el recinte fortificat, hi construïren la seva residència nombrosos artesans i comerciants, que s'establiren al voltant de seus i institucions com la notaria i la batllia, o de botigues com la gabella, la carnisseria i la fleca, que depenien del senyor del castell. Durant el segle xvi ja estaven formats els carrers d'Avall, el carrer d'Amunt (actual Carrer Major) i el barri del castell. Fou durant el segle xix que es van obrir els accessos a l'antiga pobla per al pujada d'en Grau i pel Carrer de l'empedrat, obrint la penya que tancava el castell en la seva part nord-est i destruint alguns panys de muralla. Aquest nou accés al centre va fer secundària l'entrada tradicionalment principal pel Carrer del Molí, i es va tapar el portal de Sant Miquel.